# 酒石酸エピメラーゼ
酒石酸エピメラーゼ(Tartrate epimerase、EC 5.1.2.5)は、以下の化学反応を触媒する酵素である。
(R,R)-1-酒石酸 {\displaystyle \rightleftharpoons } メソ-酒石酸
従って、この酵素の基質は(R,S)-酒石酸のみ、生成物はメソ-酒石酸のみである。
この酵素は、異性化酵素、特にヒドロキシ酸やその誘導体に作用するラセマーゼやエピメラーゼに分類される。系統名は、酒石酸エピメラーゼである。この酵素は、グリオキシル酸及びジカルボン酸の代謝に関与している。